# Novaj
Novaj község Heves vármegye Egri járásában, a vármegye keleti határának középső részén.

## Fekvése
Az Egri-Bükkalja területén, két domb völgyében, a Novaji-patak mentén, a vármegyeszékhely Egertől 12 kilométerre délkeletre. A környéket szántók, szőlők, rétek és ősgyepek jellemzik, az erdősültség minimális (hozzávetőlegesen 2,7%), helyenkénti kultúrerdőkkel, melyekben az akác a domináns fafaj.
A területen szép számmal élnek apróvadak (főleg mezei nyúl és fácán), nagyvadfajaink közül megtalálható a vaddisznó és az őz, sőt alkalmanként egy-egy szarvas is ide látogat. A talajt jellemzően barnaföld és erdőtalaj alkotja, de homoklelőhelyeket is találunk. Növényei között fellelhető a védett árvalányhaj és a tavaszi hérics. A falu határában több gyurgyalag madárfészket őriz a Novaji Zöldszíves Csoport. Az évi átlagos csapadékmennyiség 630 mm, az évi középhőmérséklet mintegy 10 °C, a napsütéses órák száma 1900 körüli. Területe hegységelőtéri dombság, 130–230 m tengerszint feletti magassággal.
A falut a Novaj-patak szeli ketté, míg délnyugatra az Ostoros-patak képezi a határt. Gárdonyi Géza A novaji asszony című írásában így határozta meg a falu földrajzi helyét: „Novaj kisfalu. Andornaktól kocsin alig egynegyed óra a járás.”

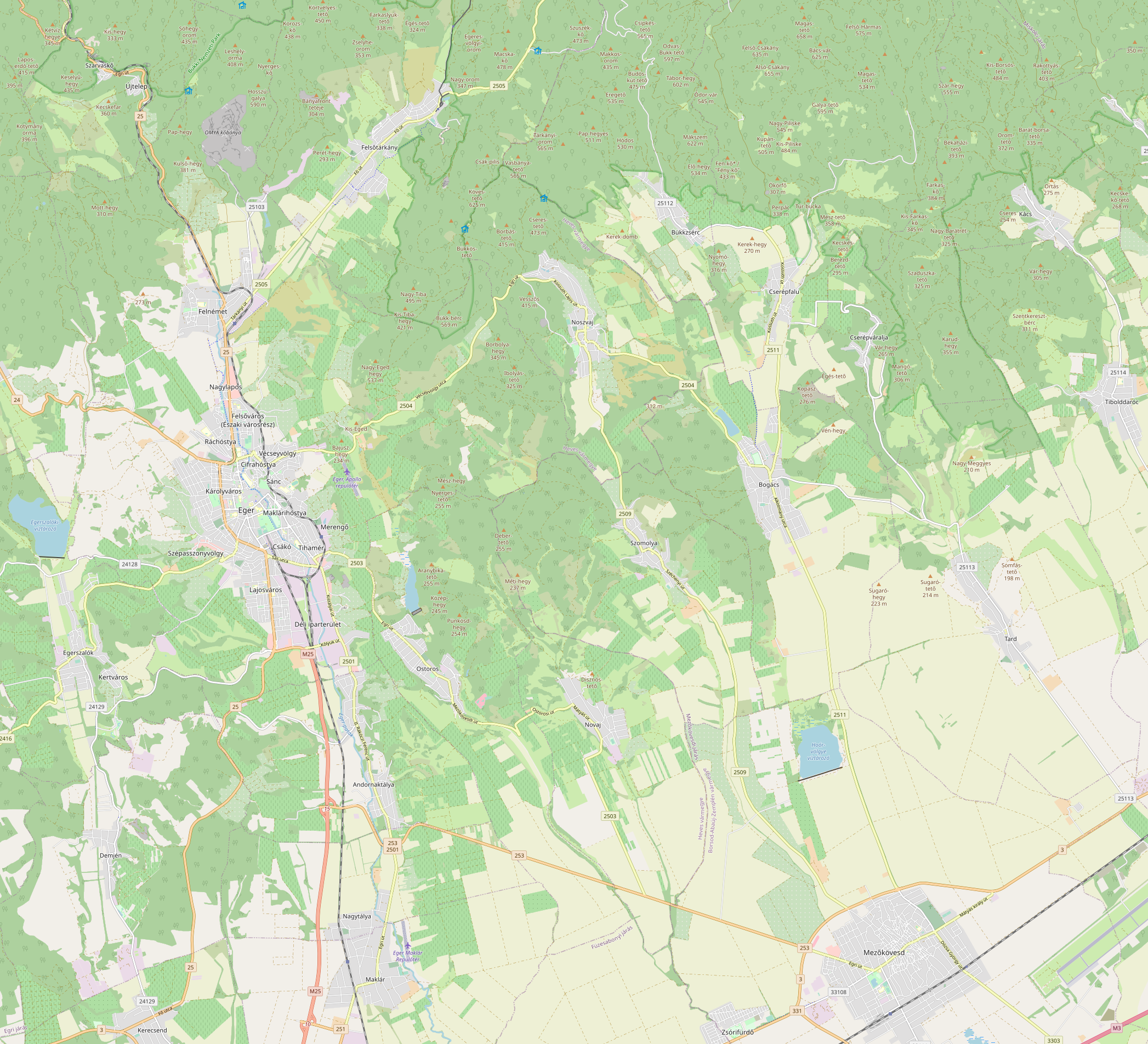
A község Eger környékének térképén

A közvetlenül határos települések: észak felől Szomolya, délkelet felől Mezőkövesd, dél felől Szihalom, északnyugat felől pedig Ostoros. A legközelebbi szomszéd település Ostoros, 5 kilométerre.

### Megközelítése
Csak közúton közelíthető meg, Eger felől Ostoroson át a 2503-as úton, vagy Mezőkövesd felől a 253-as főúton, majd pedig ugyancsak a 2503-ason.
Az ország távolabbi részei felől az M3-as autópályáról érhető el a legegyszerűbben, a kerecsendi leágazásnál letérve Eger városán keresztül, vagy a 3-as főútról Mezőkövesd irányából.

## Története
A község határában kora bronzkori és honfoglalás kori régészeti emléket találtak.
Első okleveles említése Nouy névalakban 1275-ből való. 1494-ben Noway, 1546-ban Nowaj, 1648-ban Novaj néven jelölik, míg 1773-tól a ma is használt Novajként nevezik. Az Egri püspökség birtokához tartozott. 1430-tól a legújabb időkig az egervári prépostság javadalmának része volt. 1552-ben a törökök felégették, de újranépesült. A törökök kiűzésével 1669-ben (?) 9 telekgazdaságból és 11 zsellérből állt a falu népessége. 1687-ben az Eger visszavételéért folytatott harc során ismét elpusztult. A kispréposttól 1698 és 1701 között a Buttler család bérelte a birtokot. Ennek a kornak emlékét őrzi a faluban felállított faragott kemény kőből készült ismeretlen korú, úgynevezett "török emlékmű". Alig épült fel, a kuruc kor végén 1713-ban és 1722-ben Zorger János egri kisprépost a néptelen Novaj benépesítése érdekében telepítési szerződést adott ki.
1754-ben a javadalom birtokosa, az építtető hajlamú Hubert Mátyás kisprépost. Ekkor a telkes jobbágy- és zsellérháztartások száma 50 volt. Az 1771. évi úrbérrendezés során a falu határát első osztályúnak minősítették, s 28 kishold szántóföldet és 8 kaszás rétet mértek ki minden egész jobbágytelekhez. A tagosítást 1865-ben hajtották végre, s ennek során a rétek túlnyomó részét szántóföldben adták a gazdáknak.

## Közélete

### Polgármesterei
- 1990–1994: Berecz János (független)[4]
- 1994–1998: Berecz János (független)[5]
- 1998–2002: Berecz János (független)[6]
- 2002–2006: Fodor Péter (független)[7]
- 2006–2010: Fodor Péter (független)[8]
- 2010–2014: Fodor Péter (független)[9]
- 2014–2019: Dr. Darvainé dr. Kádár Katalin (független)[10]
- 2019–2024: Demkó Gábor (Fidesz-KDNP)[11]
- 2024– : Demkó Gábor (Fidesz-KDNP)[1]

## Népesség
A település népességének változása:
| Lakosok száma | 1389 | 1354 | 1332 | 1296 | 1320 | 1300 | 1293 |
|               | 2013 | 2014 | 2015 | 2021 | 2022 | 2023 | 2024 |

2011-ben a település lakosságának közel 90%-a magyar nemzetiségűnek vallotta magát.
A 2011-es népszámlálás során a lakosok 89,9%-a magyarnak, 0,4% németnek, 0,2% románnak mondta magát (9,9% nem nyilatkozott; a kettős identitások miatt a végösszeg nagyobb lehet 100%-nál). A vallási megoszlás a következő volt: római katolikus 55,8%, református 4,8%, görögkatolikus 0,2%, felekezeten kívüli 16,3% (21,8% nem nyilatkozott).
2022-ben a lakosság 90,9%-a vallotta magát magyarnak, 0,3% németnek, 0,2% cigánynak, 0,2% románnak, 0,1% örménynek, 3,2% egyéb, nem hazai nemzetiségűnek (9% nem nyilatkozott; a kettős identitások miatt a végösszeg nagyobb lehet 100%-nál). Vallásuk szerint 39,2% volt római katolikus, 5,2% református, 0,5% görög katolikus, 0,2% evangélikus, 0,2% ortodox, 1,1% egyéb keresztény, 1,1% egyéb katolikus, 11,4% felekezeten kívüli (41,1% nem válaszolt).

## Nevezetességei

### A templom
A falu első temploma vélhetően 1288-ban épült, melyet török pusztítás után újraépítettek. Az 1696-os Fenessy-féle összeírás szerint a romos kőtemplom a kálvinisták kezén volt. 1756-ban új sekrestyét és oratóriumot építettek hozzá.
Az 1848–49-es forradalom és szabadságharc céljaira felajánlották a templom egy használaton kívüli harangját, melyet addig mérete miatt a paplakban őriztek. 1944-ben a németek a templomot felrobbantották, 1947-ben építették újra, ez látható ma is.
Védőszentje a Magyarok Nagyasszonya. A templom kertjében található az első világháborús emlékmű.

### Egyéb látnivalók
- A plébániaház már 1332-ben fennállott, a mai épület a 19. század derekáról való. A török emlék a falu déli részén található.
- Már a 17. században létezett nevezetes kőfejtője. A nem mindennapi minőségű vöröses-barna, kitűnően faragható, kemény andezit tufát már a törökök is felhasználták. Ebből a kőből épült 1664 előtt az Egri minaret.
- Jellegzetesek a falutól északra eső völgyben a riolittufába vágott borospincék.
- Kiemelten szépek, a falu régi építésű házai, melynek egyik legszebbikét az Apponyi út 1. sz. alatt láthatjuk.
- 2010-ben a Szentendrei Szabadtéri Néprajzi Múzeumban felépült egy Novajról elszállított régi parasztház.
- A faluházban megtekinthető az a közel 600 képből álló album, mely 1895-től kezdődően tartalmaz képeket a faluról és lakóiról.

### A novaji asszony

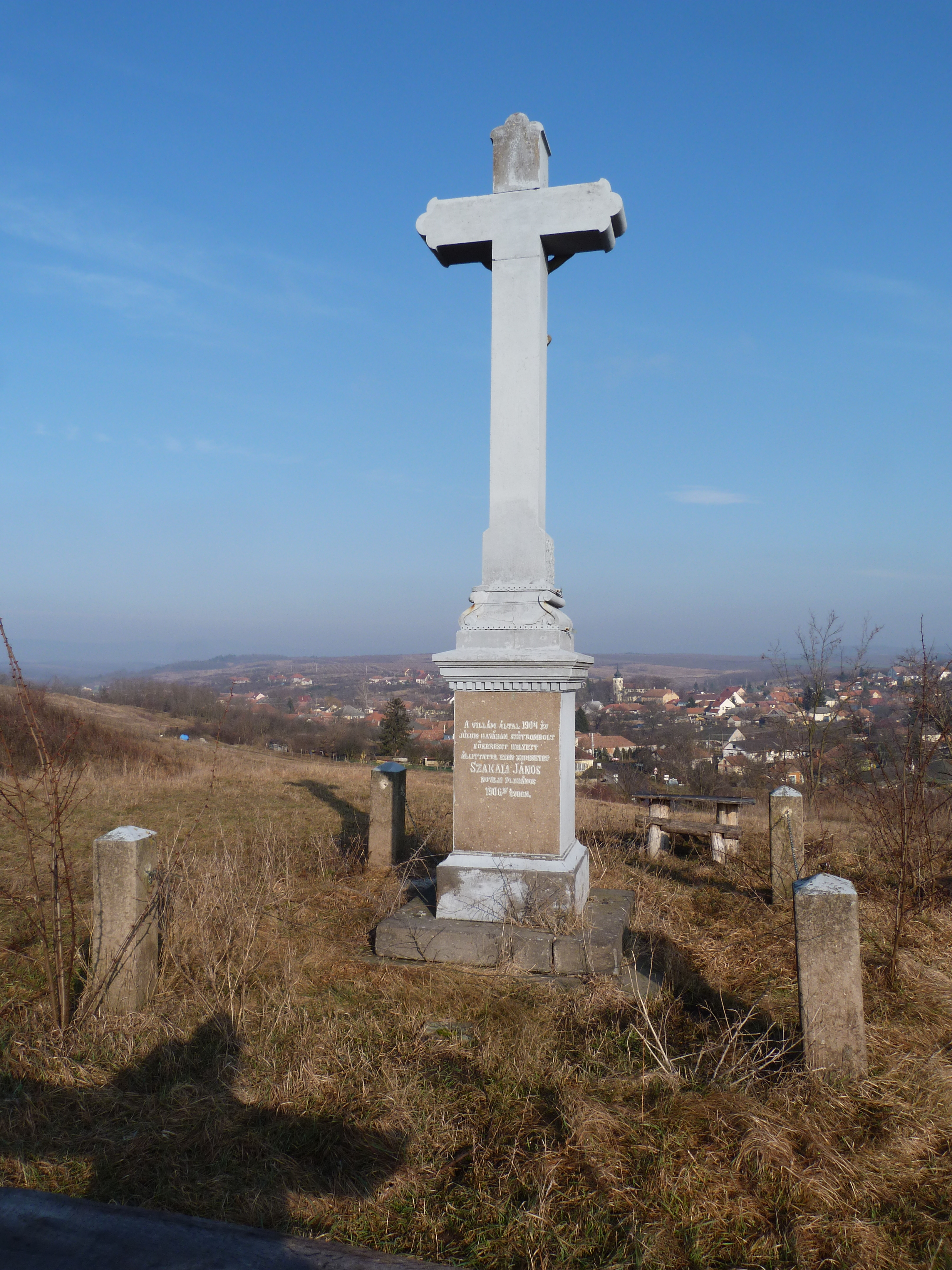
Kőkereszt vigyázza a falut

Gárdonyi Géza novellagyűjteményében, a Krisztus Bankójában (1914-1915) olvasható A novaji asszony c. írás, mely „Tudós Kati”-ról szól (Hegyi Józsefné Nagy Katalin). Az akkoriban a faluban lakó asszony az írás és a helyi mondák szerint is látta a holtakat, az elhunytak lelkeit. A hajdani Egerbe vezető út mentén keresztet emeltetett, melyet halála óta csak „Tudós Katyi keresztjeként” ismernek, és jelenleg is látható a falu északi részén lévő erdős részen.

### Hagyományok, népszokások
Reméléskor farsang „farkán” a helybéli fiúk, férfiak alkotta csoport házról házra járva bekormozza a lányok arcát, hirdetve a tavaszt. A kormozásért szalonnát, tojást, hurkát, kolbászt kapnak, melyből megrendezik az utolsó farsangi lakomát. A bekormozottak a tisztálkodással nem csak a port mossák le magukról, hanem a betegségeket, valamint a rontásokat is. Az álarcos csoportban különböző alakoskodók vesznek részt: menyasszony, vőlegény, várandós asszony. A népszokást, mely egyedülálló a vármegyében, napjainkban is tartják.

### Híres emberek
Szabó Márton (1942) Bibó- és Kolnai-díjas professzor, társadalomtudós

## Kultúra, sport és civil élet

### Novaji Asszonykórus
A helyi népi hagyományokat a Novaji Asszonykórus ápolja, melynek megalakulását a palóckutatás segítette 1971-ben. A kórus népviselete a századforduló viseletét őrzi, sajnos már csak az idősebb kórustagok viselik ünnepnapokon.
"A novaji asszonykórus története" címmel nyílt kiállítás 2013-ban a könyvtárban, mely az asszonykórus történetét, tevékenységét, sikereit hivatott bemutatni.

### Novaji Zöldszíves Csoport
A Novaji Zöldszíves Csoport 1990-ben kezdte meg működését az általános iskola keretein belül. Nemsokára a gyerekek mellett már szülők, nagyszülők is csatlakoztak. Angliában nemzetközi környezetvédelmi konferencián képviselték Magyarországot.
Túráznak, fákat ültetnek, szemetet szednek, vízvizsgálatokat folytatnak, nyáron táboroznak, versenyeken, pályázatokon sikeresen szerepelnek, őrzik a néphagyományokat, feltérképezik a védett növények és állatok élőhelyeit, mint például az agárkosbor, az árvalányhaj, a bíboros kosbor, a leánykökörcsin, a nagy ezerjófű, a piros kígyószisz, a tavaszi hérics és gyurgyalag.
A Zöld Szív történetében először Novaj nyerte el 1999-ben a Zöldszíves falu kitüntetést.

### Labdarúgás
A községben labdarúgó sportkör működik megyei szintű 3 csapattal (felnőtt, ifi, serdülő).

### Mazsorett
A falu mazsorettcsoportjai nemcsak Novajon, de felkérésre más települések különféle rendezvényein is szívesen fellépnek.